# آلفردو تراویا
آلفردو تراویا (انگلیسی: Alfredo Travia; ۲۲ فوریهٔ ۱۹۲۴ – ۱۷ اکتبر ۲۰۰۰ (aged 76)) بازیکن فوتبال اهل ایتالیا بود.
از باشگاه‌هایی که در آن بازی کرده‌است می‌توان به باشگاه فوتبال یوونتوس، باشگاه فوتبال کومو، باشگاه فوتبال ارورا پرو پاتریا ۱۹۱۹، و باشگاه فوتبال آلساندریا اشاره کرد.